# Упамаш
Упама́ш (рос. Упамаш, марій. Апак) — присілок у складі Моркинського району Марій Ел, Росія. Входить до складу Шалинського сільського поселення.

## Населення
Населення — 5 осіб (2010; 10 у 2002).
Національний склад (станом на 2002 рік):
- лучні марійці — 80 %